# Torneio Hubert Jerzeg Wagner de Voleibol de 2023
O Torneio Hubert Jerzeg Wagner de Voleibol de 2023 foi a 20.ª edição desta competição amistosa organizada pela Fundação Hubert Jerzy Wagner em parceria com a Federação Polonesa de Voleibol (em polonês/polaco:  Polski Związek Piłki Siatkowej, PZPS) que ocorreu em Cracóvia, na Polônia, de 18 a 20 de agosto.
Com duas vitórias e sete pontos acumulados, a seleção da Itália conquistou seu segundo título na história do torneio. O levantador italiano Simone Giannelli foi eleito o melhor jogador da competição.

## Formato da disputa
Disputada em turno único, com todas as seleções se enfrentando.

### Critérios de desempate
1. Número de vitórias
2. Número de pontos
3. Sets average
4. Pontos average

Partidas terminadas em 3–0 ou 3–1: 3 pontos para o vencedor, 0 pontos para o perdedor;

Partidas terminadas em 3–2: 2 pontos para o vencedor, 1 ponto para o perdedor.

## Equipes participantes
As seguintes seleções foram selecionadas para competir o torneio.
| Equipe    | Última participação |
| --------- | ------------------- |
| Polônia   | 2022                |
| Eslovênia | Estreante           |
| França    | 2018                |
| Itália    | 2011                |

## Local das partidas
| Cracóvia, Polônia  |
| Tauron Arena       |
| ------------------ |
|                    |
| Capacidade: 15 328 |

## Fase única
|     |           |     | Jogos | Jogos | Jogos | Resultados | Resultados | Resultados | Resultados | Resultados | Resultados | Sets | Sets | Sets  | Pontos | Pontos | Pontos |
| Pos | Equipe    | Pts | T     | V     | D     | 3–0        | 3–1        | 3–2        | 2–3        | 1–3        | 0–3        | V    | P    | R     | V      | P      | R      |
| --- | --------- | --- | ----- | ----- | ----- | ---------- | ---------- | ---------- | ---------- | ---------- | ---------- | ---- | ---- | ----- | ------ | ------ | ------ |
| 1   | Itália    | 7   | 3     | 2     | 1     | 1          | 1          | 0          | 1          | 0          | 0          | 8    | 4    | 2,000 | 290    | 267    | 1.086  |
| 2   | Eslovênia | 6   | 3     | 2     | 1     | 1          | 0          | 1          | 1          | 0          | 0          | 8    | 5    | 1.600 | 277    | 266    | 1.041  |
| 3   | Polônia   | 3   | 3     | 1     | 2     | 0          | 1          | 0          | 0          | 1          | 1          | 4    | 7    | 0.571 | 245    | 257    | 0.953  |
| 4   | França    | 3   | 3     | 1     | 2     | 0          | 1          | 0          | 0          | 1          | 1          | 4    | 7    | 0.571 | 245    | 267    | 0.918  |

- As partidas seguem o horário local (UTC+2).

| Data   | Hora  |           | Placar |           | Set 1 | Set 2 | Set 3 | Set 4 | Set 5 | Total   | Relatório |
| ------ | ----- | --------- | ------ | --------- | ----- | ----- | ----- | ----- | ----- | ------- | --------- |
| 18 ago | 17:30 | Polônia   | 0–3    | Eslovênia | 21–25 | 18–25 | 21–25 |       |       | 60–75   | Relatório |
| 18 ago | 20:00 | Itália    | 3–0    | França    | 29–27 | 25–21 | 25–20 |       |       | 79–68   | Relatório |
| 19 ago | 14:00 | Eslovênia | 3–2    | Itália    | 20–25 | 25–19 | 25–23 | 21–25 | 25–23 | 116–115 | Relatório |
| 19 ago | 17:00 | Polônia   | 3–1    | França    | 27–29 | 25–16 | 25–21 | 25–20 |       | 102–86  | Relatório |
| 20 ago | 14:00 | França    | 3–1    | Eslovênia | 16–25 | 25–19 | 25–22 | 25–20 |       | 91–86   | Relatório |
| 20 ago | 17:00 | Polônia   | 1–3    | Itália    | 18–25 | 23–25 | 25–21 | 17–25 |       | 83–96   | Relatório |

## Classificação final
| Posição | Equipe    |
| ------- | --------- |
| 1       | Itália    |
| 2       | Eslovênia |
| 3       | Polônia   |
| 4       | França    |

## Premiações
| Torneio Hubert Jerzeg Wagner de 2023 |
| Itália                               |
| ------------------------------------ |
| Itália Campeã (2.º título)           |

### Individuais
Os atletas que se destacaram individualmente foramː
| - Most Valuable Player (MVP) Simone Giannelli - Melhor oposto Rok Možič - Melhor ponteiro Alessandro Michieletto | - Melhor levantador Simone Giannelli - Melhor central Jan Kozamernik - Melhor líbero Paweł Zatorski |